# Desmond N'Ze
Desmond N'Ze (17 de abril de 1989) es un futbolista italiano que se desempeña como defensa.
Jugó para clubes como el Hellas Verona, Inter de Milán, Avellino, Fujieda MYFC y FC Gifu.

## Trayectoria

### Clubes
| Club               | País   | Año       |
| ------------------ | ------ | --------- |
| Hellas Verona      | Italia | 2006-2008 |
| Inter de Milán     | Italia | 2008      |
| Avellino           | Italia | 2008-2009 |
| Valle del Giovenco | Italia | 2010      |
| SS Milazzo         | Italia | 2011-2012 |
| Fujieda MYFC       | Japón  | 2012-2014 |
| FC Gifu            | Japón  | 2013      |